# 莊謙才
莊謙才，字宗美，自号桃源主人，福建晋江人。明朝政治人物，同進士出身。

## 生平
洪武三十年（1397年），登春榜进士，授行人，升刑部主事，历刑部郎中。永乐四年（1406年），擢升山西参议。永樂七年，督建北京城。永乐十九年（1421年），改任湖广参议。洪熙元年，辭職歸鄉。

## 家族
有子莊敏，正統進士，官至知府。